# 包蒂斯塔·萨韦德拉县

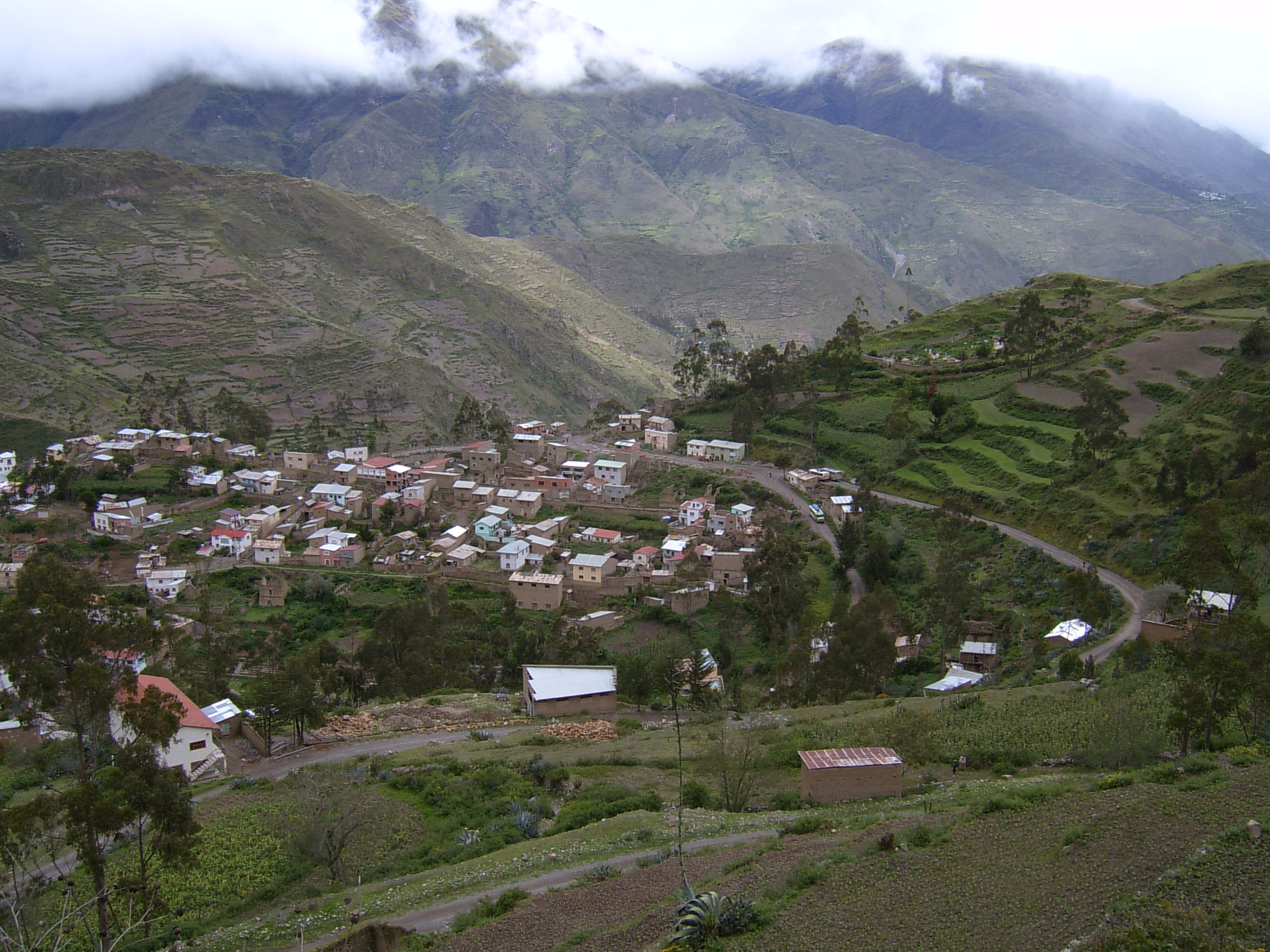

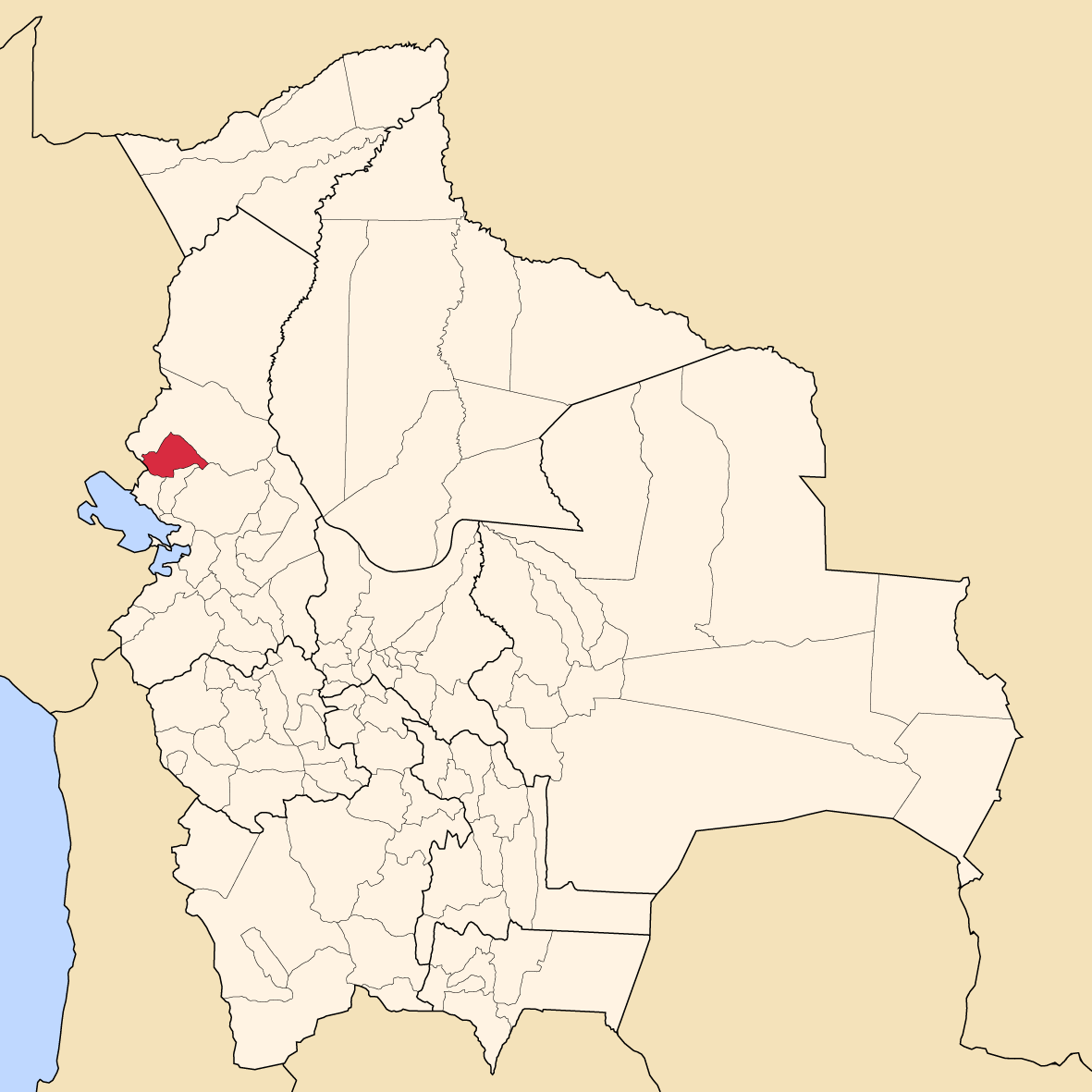

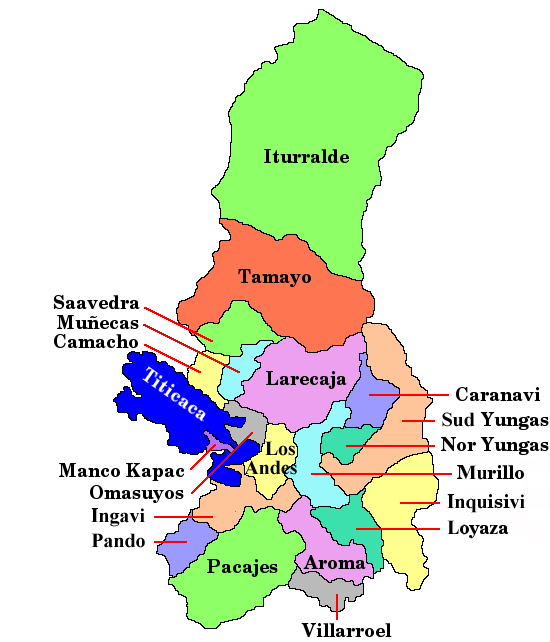

包蒂斯塔·萨韦德拉县（西班牙語：Provincia de Bautista Saavedra），是玻利維亞的县份，位於該國西部，屬於拉巴斯省的一部分，县府設於阿查卡奇，面積2,525平方公里，2012年人口16,308。該县以總統包蒂斯塔·萨韦德拉命名。